# Rinencéfalo

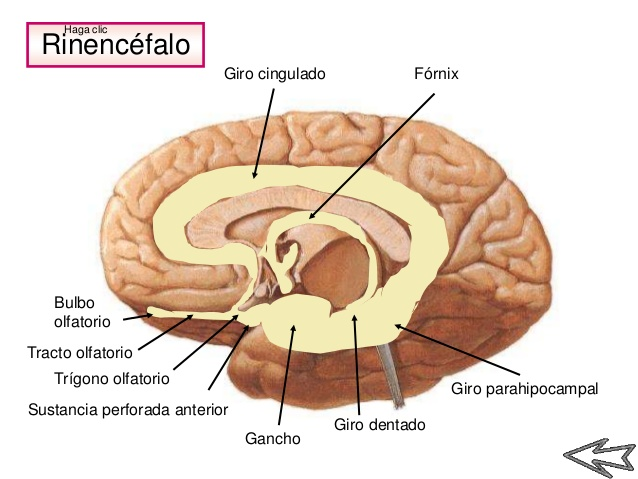
Componentes do Rinencéfalo

O Rinencéfalo é a porção do córtex cerebral dos vertebrados que constitui o centro do olfato. No homem, inclui o bulbo olfativo, o trato olfativo e outras partes..Denomina-se rinencéfalo as porções de cada hemisfério cerebral relacionadas com a recepção, condução e integração das sensações olfatórias. O rinencéfalo não é uma estrutura anatômica delimitada, é um conjunto de formações responsáveis pela discriminação e percepção consciente dos odores. O rinencéfalo é constituído pelo bulbo olfatório, trato olfatório, pirâmide olfatória, tubérculo olfatório pré-piriforme, substância olfatória, perfurada anterior, área piriforme olfatória, formação hipocampal olfatória, giro para-terminal olfatório e núcleo habenular. Estas formações são relativamente atrofiadas no homem. Nos animais inferiores, as estruturas rinencefálicas são a parte fundamental do cérebro. Este cérebro inferior rege o comportamento geral, tem memória, conexões com o sistema somativo e vegetativo, visceral, gustativo, visual, com a região diencéfalo - hipotalâmica e desempenha um papel importante na atividade sexual, de agressividade e de defesa. "O rinencéfalo, notável por suas vias aferentes e eferentes, pode ser considerado como um verdadeiro cérebro do comportamento." 

## História
Por muito tempo, acreditou-se que mais partes do prosencéfalo estavam relacionadas à função olfatória, sendo, consequentemente, parte do rinencéfalo. Nessa época, as estruturas hoje incluídas no grande lobo límbico (giro do cíngulo, giro para-hipocampal e hipocampo) eram classificadas como pertencentes ao encéfalo olfatório. 